# 以馬內利學校
以馬內利學校（英語：Immanuel Christian School；簡寫SKI）是一所位於印度尼西亞共和國 西加裏曼丹省 坤甸市和大庫布縣的私立新教學校。

## 學堂
- 以馬內利幼稚園 
- 以馬內利小學校 
- 以馬內利中學校 
- 以馬內利高等學校 
- 以馬內利專門學校 

## 異像與使命
- 異像:

以馬內利基督教學校是一所在西加里曼丹和坤甸市積極培育國民人才之高素質的基督教學校。
- 使命:

培育學生們無論是在學術，心理，屬靈和情緒方面都成為正直和高尚素質的人，同時有潛能且一生不斷鑽研學習來面對全球化萬變時代的挑戰。

## 腳註
1. ↑  .   [2016-12-27]. （原始内容存档于2017-01-02）.

## 外部連結
- Sekolah Kristen Immanuel（页面存档备份，存于） （印尼文）